# ГЕС Song Hinh
ГЕС Song Hinh — гідроелектростанція у центральній частині В'єтнаму, яка використовує ресурс із річки Hinh, правої притоки Ба (впадає у море біля міста Туйхоа).
У межах проекту річку перекрили земляною греблею висотою 43 метри та довжиною 800 метрів, крім того, існує п'ять допоміжних дамб висотою до 15 метрів та загальною довжиною 4,6 км. Разом вони утримують водосховище з площею поверхні 45 км2 та корисним об'ємом 357 млн м3, що забезпечується припустимим коливанням рівня поверхні у операційному режимі між позначками 196 та 209 метрів НРМ.
Від облаштованої в одній із заток сховища водозабірної споруди починається дериваційний тунель довжиною 1,5 км, який прямує через водорозділ зі ще однією правою притокою Ба річкою Кон. Після запобіжного балансувального резервуару він переходить у напірний водовід довжиною 0,54 км. Можливо також відзначити, що для подачі ресурсу до водозабору при низькому рівні води у сховищі по його дну прокладено канал довжиною біля 1,4 км.
Машинний зал обладнали двома турбінами типу Френсіс потужністю по 35 МВт, які при напорі у 140 метрів забезпечують виробництво 370 млн кВт-год електроенергії на рік.
Відпрацьована вода відводиться до Кон по каналу довжиною 0,3 км.
Окрім виробництва електроенергії, комплекс забезпечив зрошення 8700 гектарів земель.